# Daniel Salamanca Urey
Daniel Salamanca Urey est un homme d'État bolivien né le 8 juillet 1869 à Cochabamba et mort le 17 juillet 1935 dans la même ville. Il est député du département de Cochabamba d'août 1900 à août 1902 et président de la Bolivie de mars 1931 à novembre 1934, mois lors duquel il est renversé par un coup d'État militaire (surnommé le « corralito » de Villamontes) alors que le pays se trouve dans une situation désastreuse en raison de la guerre du Chaco avec le Paraguay.
Souffrant d'une sténose du pylore qui lui provoque d'affreuses douleurs à l'abdomen, il finit par mourir d'un cancer de l'estomac quelques jours après son soixante-sixième anniversaire.